# Macrosiphum hamiltoni
Macrosiphum hamiltoni är en insektsart. Macrosiphum hamiltoni ingår i släktet Macrosiphum och familjen långrörsbladlöss. Inga underarter finns listade i Catalogue of Life.